# Quintus Caecilius Metellus Nepos (consul en -98)
Pour les articles homonymes, voir Quintus Caecilius Metellus Nepos et Caecilii Metelli.
Quintus Caecilius Metellus Nepos, né vers 135 av. J.-C. (et peut-être mort vers 55 av. J.-C.), est un homme politique romain de la fin du IIe et du début du Ier siècle av. J.-C.

## Famille
Il est membre des Caecilii Metelli, branche de l'influente gens romaine plébéienne des Caecilii. Il est le fils de Quintus Caecilius Metellus Baliaricus, consul en 123 av. J.-C.
Il a une sœur, Caecilia Metella, qui épouse Appius Claudius Pulcher, consul en 79 av. J.-C..

## Éléments biographiques
Un des éléments connus de sa vie sont les circonstances qui ont entouré son mariage avec Licinia Crassa (bg), la mère de ses fils. Licinia était déjà mariée à un autre homme, Quintus Mucius Scævola ; ils furent amants, et accusés d'adultère. Elle divorce, et l'épouse moins d'une semaine après. Ce mariage a été considéré comme scandaleux, et cité plusieurs fois par les sources antiques.
En 98 av. J.-C., il devient consul avec Titus Didius ; il promulgue une loi sur le délai de publication des projets de loi et l'interdiction de demander plusieurs ordonnances dans une même loi.
Ses fils sont eux aussi consuls, Quintus Caecilius Metellus Celer en 60 av. J.-C. et Quintus Caecilius Metellus Nepos en 57 av. J.-C. Le premier est peut-être son fils adoptif, à la suite du décès de son père homonyme.